# Miralbueno
Miralbueno es uno de los 16 distritos municipales de Zaragoza (España). Fue creado en 2006, tras la reorganización de las juntas municipales. Está situado en la zona oeste de la ciudad. Limita al norte con el barrio rural de Venta del Olivar; al este, con los distritos de La Almozara y Oliver-Valdefierro; al sur, con el distrito de Casablanca; y al oeste, con el barrio rural de Garrapinillos. Tiene una calle importante llamada Camino de Pilón.
Está regido por una Junta Municipal.

## Reseña

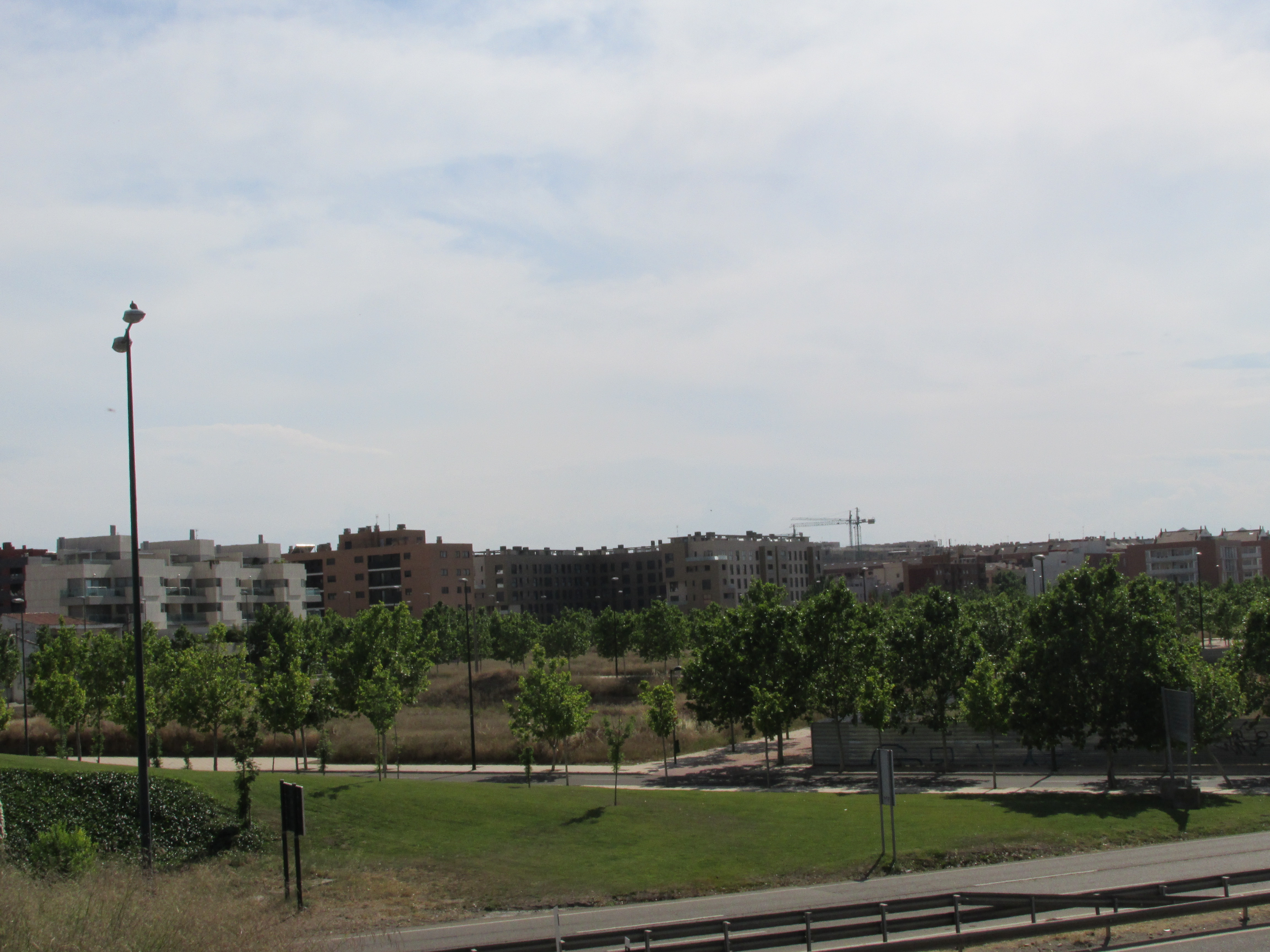

Originalmente fue un barrio de casas bajas en parcelas y naves industriales.
Con el tiempo la industria se fue retirando y se construyeron más edificios residenciales.
En 1992 el Ministerio de Defensa abandonó el Cuartel de San Lamberto. En 2001 se firmó un convenio entre el ministerio y el Ayuntamiento de Zaragoza.
En 2002 y 2003 se subastaron los terrenos para la construcción de pisos y equipamientos. De 2003 a 2006, el distrito creció de manera espectacular en número de habitantes pasando de 3.500 a más de 7.500.
A fecha de principios de 2017, Miralbueno es uno de los distritos de la ciudad más dinámicos en la construcción de vivienda nueva.
El 21 de octubre de 2022, se hizo realidad una demanda histórica al inaugurarse por el entonces alcalde, Jorge Azcón, la prolongación de la calle Sergio López Saz que unia a los barrios de Miralbueno y Oliver.

El 11 de julio de 2025, abrió sus puertas en el barrio, el primer Carrefour Express en Aragón.

## El accidente del Yak-42

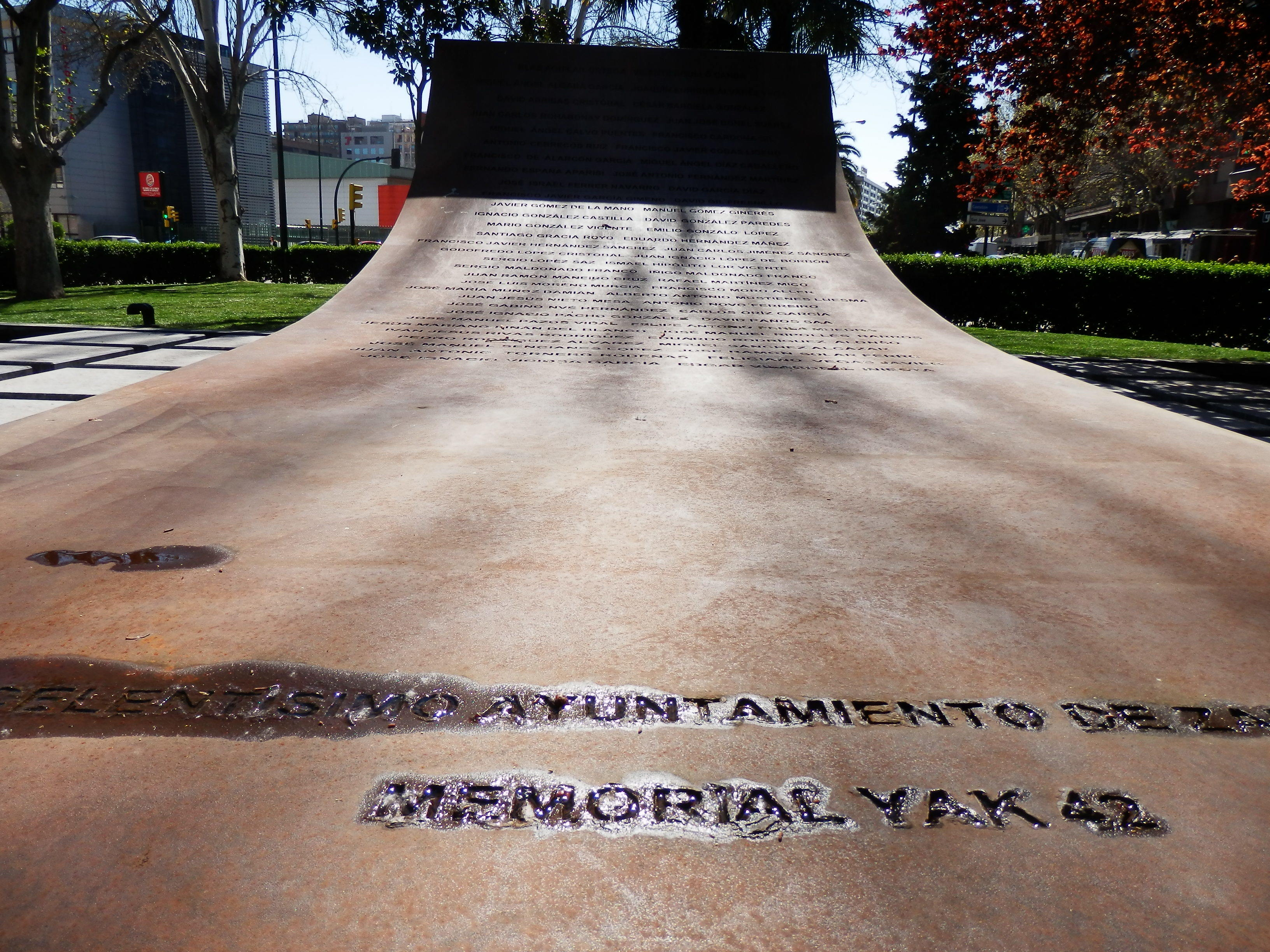
Memorial Yak 42

El vuelo 4230 de UM Airlines se estrelló en Turquía cerca del aeropuerto de Trebisonda el 26 de mayo de 2003 con 75 personas a bordo. El pasaje lo formaban 62 militares españoles, que regresaban a España tras cuatro meses y medio de misión en Afganistán y Kirguistán, todos ellos fallecieron junto a 12 tripulantes ucranianos, y un ciudadano de origen bielorruso.
Este accidente aéreo fue la peor tragedia del Ejército español en toda su historia en tiempo de paz.
De los 62 fallecidos de origen español, 59 eran nacidos en España, uno era nacido en Francia, otro nacido en Guinea Ecuatorial, y un tercero nacido en la entonces provincia española Sidi Ifni, devuelta a Marruecos en 1969. La edad media de los militares fallecidos era de 30 años.
El Ayuntamiento de Zaragoza dedicó siete calles a los militares españoles fallecidos que procedían de Zaragoza. Las calles están situadas en los antiguos terrenos del Cuartel de San Lamberto y proximidades.
| N.º | Nombre                           | Edad | Graduación   | Ejército | País de origen | Ciudad   |
| 1   | José María Muñoz Damián          | 40   | Capitán      | Tierra   | España         | Zaragoza |
| 2   | Santiago Gracia Royo             | 31   | Capitán      | Tierra   | España         | Zaragoza |
| 3   | Ismael Hipólito Lor Vicente      | 43   | Sargento 1.º | Aire     | España         | Zaragoza |
| 4   | Alberto Antonio Mustienes Luesma | 35   | Sargento 1.º | Tierra   | España         | Zaragoza |
| 5   | Sergio López Saz                 | 32   | Sargento 1.º | Tierra   | España         | Zaragoza |
| 6   | David González Paredes           | 31   | Sargento     | Tierra   | España         | Zaragoza |
| 7   | Carlos Oriz García               | 19   | Soldado      | Aire     | España         | Zaragoza |

## Servicios e infraestructuras
- Centro Cívico de Miralbueno en el parque Paco Lacasa sin número.
- Biblioteca Pública Soledad Puértolas en el parque Paco Lacasa sin número.
- Casa de la Juventud de Miralbueno en la plaza de la Rosa.
- Centro de salud de Miralbueno. Ronda Ibón de Plan.
- C.D.M. Miralbueno en la calle Manuel Calvo número 7.
- Campo Municipal de béisbol Miralbueno. Paseo Lagos de Alba s/n.
- IES Miralbueno en la calle Vistabella número 8.
- Colegio Público Julián Nieto Tapia en la calle Camino del Pilón número 150.
- Colegio Público Río Sena en la calle Ibón de Astún número 5.
- Colegio Público Julio Verne en la calle Íñigo Manuel Marín Sancho número 20.
- Junta Municipal Miralbueno. Camino del Pilón, 146.
- Parroquia de San Lamberto, Camino del Pilón 139.
- Grupo Scout Iqbal Masih. Camino del Pilón 139.
- Cofradía de Jesús de la Soledad ante las Negaciones de San Pedro y de San Lamberto. Camino del Pilón 132.

## Galería
|  |
|  |

|                |
| Agua y viento. |

|  |
|  |

|                                               |
| Corredor Verde Oliver-Valdefierro Miralbueno. |

|                      |
| Marco de Vistabella. |

|  |
|  |

|  |
|  |

|                       |
| Ermita de Miralbueno. |

|                                         |
| Mural en la parte trasera de la ermita. |

|  |
|  |

|                         |
| Parque Ciudad de Maska. |

|  |
|  |

|             |
| La Cultura. |

|  |
|  |

|  |
|  |

|  |
|  |

|                               |
| Mural en la plaza de la Rosa. |

|                                        |
| A los Vientos de Jacinto Ramos Gracia. |

|                                                                       |
| A los Vientos de Jacinto Ramos Gracia. Fotografía en otra panorámica. |

|                   |
| CEIP Julio Verne. |

|                 |
| IES Miralbueno. |

|                          |
| Obras de vivienda nueva. |

|                                                       |
| Dos bancos entre la calle Mayor y la calle La Marina. |

|                       |
| El paso del tiempo... |